# Kroatische Eishockeynationalmannschaft der Frauen
Die kroatische Eishockeynationalmannschaft der Frauen ist die nationale Eishockey-Auswahlmannschaft Kroatiens. Sie liegt in der aktuellen IIHF-Weltrangliste von 2022 auf dem 36. Platz und spielte bei der Weltmeisterschaft 2023 in der B-Gruppe der Division II.

## Geschichte
Die kroatische Eishockeynationalmannschaft der Frauen wurde 2007 gegründet und nimmt seit der WM im selben Jahr an internationalen Wettbewerben teil. Auf Anhieb gelang der Mannschaft – die sich hauptsächlich aus dem einzigen Fraueneishockeyclub des Landes, dem KHL Grič, rekrutiert – der Aufstieg als Gruppenerster in die Division III, in der sie bei der WM 2008 den dritten Rang hinter Großbritannien und Slowenien belegte.
Im September 2008 scheiterte Kroatien in der Qualifikation für die Olympischen Winterspiele 2010 in Vancouver. Nach vielen Jahren in der Division II stieg die Mannschaft 2022 in die Division III ab.

## Platzierungen

### Weltmeisterschaften
- 2007 – 1. Platz, Division IV (Aufstieg in die Division III)
- 2008 – 3. Platz, Division III
- 2009 – keine Weltmeisterschaften unterhalb der Division II
- 2011 – 5. Platz, Division III
- 2012 – 6. Platz, Division II, Gruppe A (Abstieg in Division II, Gruppe B)
- 2013 – 3. Platz, Division II, Gruppe B
- 2014 – 1. Platz, Division II, Gruppe B (Aufstieg in Division II, Gruppe A)
- 2015 – 5. Platz, Division II, Gruppe A
- 2016 – 6. Platz, Division II, Gruppe A (Abstieg in Division II, Gruppe B)
- 2017 – keine Teilnahme (Abstieg in Qualifikation zur Division II, Gruppe B)
- 2018 – 1. Platz, Qualifikation zur Division II, Gruppe B (Aufstieg in Division II, Gruppe B)
- 2019 – 5. Platz, Division II, Gruppe B
- 2020 – 5. Platz, Division II, Gruppe B
- 2021 – keine Austragung
- 2022 – 5. Platz, Division II, Gruppe B
- 2023 – 5. Platz, Division II, Gruppe B (Abstieg in Division III, Gruppe A)
- 2024 – 5. Platz, Division III, Gruppe A
- 2025 – 5. Platz, Division III, Gruppe A